# China 361° Cycling Team/Saison 2012
Dieser Artikel listet Erfolge und Fahrer des Radsportteams China 361° Cycling Team in der Saison 2012 auf.

## Zugänge – Abgänge
| Zugänge                            | Team 2011                 | Abgänge       | Team 2012             |
| ---------------------------------- | ------------------------- | ------------- | --------------------- |
| Konstantin Volik                   | Amore & Vita-Conad (2010) | Chen Zhian    | Gan Su Sports Lottery |
| Chen Libin                         | Neoprofi                  | Wang Zhen     | Gan Su Sports Lottery |
| Fu Zhongchen                       | Neoprofi                  | Xue Cheng     | Gan Su Sports Lottery |
| Lian Jinlong                       | Neoprofi                  | Ji Xitao      | Malak Cycling Team    |
| Liu Dingchang                      | Neoprofi                  | Liu Bo        | Malak Cycling Team    |
| Luo Jianshi                        | Neoprofi                  | Tu Yue        | Malak Cycling Team    |
| Man Yi                             | Neoprofi                  | Wu Yongjian   | Malak Cycling Team    |
| Yusup Abrekov (ab 1. August)       | Uzbekistan Suren Team     | Xu Ji         | Malak Cycling Team    |
| Vadim Shaehov (ab 1. August)       | Uzbekistan Suren Team     | Yu Shijie     | Malak Cycling Team    |
| Murodjon Xolmurodov (ab 1. August) | Uzbekistan Suren Team     | Zhang Wenlong | Malak Cycling Team    |
|                                    |                           | Li Yannan     | Unbekannt             |

## Mannschaft
| Name                               | Geburtstag         | Nationalität        |
| ---------------------------------- | ------------------ | ------------------- |
| Yusup Abrekov (ab 1. August)       | 18. September 1985 | Usbekistan          |
| Chen Libin                         | 7. Oktober 1986    | Volksrepublik China |
| Chen Yuanjun                       | 28. März 1989      | Volksrepublik China |
| Fu Zhongchen                       | 30. August 1992    | Volksrepublik China |
| Li Xiaogang                        | 6. Mai 1991        | Volksrepublik China |
| Lian Jinlong                       | 13. Januar 1989    | Volksrepublik China |
| Liu Dingchang                      | 26. April 1990     | Volksrepublik China |
| Liu Xinping                        | 20. Oktober 1989   | Volksrepublik China |
| Luo Jianshi                        | 20. Juli 1978      | Volksrepublik China |
| Man Yi                             | 12. September 1989 | Volksrepublik China |
| Ping Qin                           | 12. Februar 1984   | Volksrepublik China |
| Vadim Shaehov (ab 1. August)       | 25. Mai 1986       | Usbekistan          |
| Konstantin Volik                   | 18. Mai 1984       | Usbekistan          |
| Wu Xuanfu                          | 8. Juni 1989       | Volksrepublik China |
| Murodjon Xolmurodov (ab 1. August) | 11. Juni 1982      | Usbekistan          |